# Аудион
Аудион — электронная детектирующая или усиливающая лампа, изобретенная американским инженером-электриком Ли де Форестом в 1906 году. Это был первый триод, состоявший из вакуумированной стеклянной колбы, содержащей три электрода: нагретую нить накала, сетку и пластину. Это было первое широко используемое электронное устройство, обладающее усилением; небольшой электрический сигнал, подаваемый на сетку, мог управлять током большой силы, протекающим от нити накала к пластине.
Оригинальный триод аудион имел больше остаточного газа в колбе, чем более поздние версии электронных ламп; дополнительный остаточный газ ограничивал динамический диапазон и придавал аудиону нелинейные характеристики и переменную эффективность. Первоначально разработанный как детектор радиоприемника путем добавления сетчатого электрода к клапану Флеминга, он почти не имел применения, пока в 1912 году несколькими исследователями не была признана его усиливающая способность. Затем его использовали для создания первых радиоприёмников и электронных генераторов. Многочисленные варианты применения аудиона для усиления стимулировали его быстрое развитие, и оригинальный аудион был заменен в течение нескольких лет улучшенными версиями с более чистым вакуумом.

## История
С середины 19-го века было известно, что горящий газ обладает электропроводностью, и ранние экспериментаторы по беспроводной связи заметили, что на эту проводимость влияет присутствие радиоволн. Де Форест обнаружил, что газ в частичном вакууме, нагретый обычной лампой накаливания, ведет себя примерно так же, и что если бы провод был обернут вокруг стеклянного корпуса, устройство могло бы служить детектором радиосигналов. В его оригинальной конструкции маленькая металлическая пластина была запечатана в корпус лампы, которая была соединена с положительным выводом 22-вольтовой батареи через пару наушников, отрицательный вывод был подключен к одной стороне нити накала лампы. Когда беспроводные сигналы подавались на провод, обернутый вокруг внешней стороны стекла, они вызывали возмущения в токе, который производил звуки в наушниках.
Это было значительным событием, поскольку существующие коммерческие беспроводные системы были в значительной степени защищены патентами; новый тип детектора позволил бы Де Форесту продавать свою собственную систему. В конце концов он обнаружил, что подключение антенной цепи к третьему электроду, расположенному непосредственно на пути тока, значительно повышает чувствительность; в его ранних версиях это был просто кусок проволоки, согнутый в форме решетки.
Аудион обеспечивал увеличение мощности; с другими детекторами вся мощность для работы наушников должна была поступать от самой антенной схемы. Следовательно, слабые передатчики могли быть слышны на больших расстояниях.

### Патенты и споры
Де Форест и другие инженеры в то время сильно недооценивали потенциал своего оригинального устройства, полагая, что оно будет ограничено в основном военным применением. Примечательно, что он, по-видимому, никогда не видел его потенциала в качестве усилителя телефонного ретранслятора, хотя грубые электромеханические усилители были проклятием телефонной промышленности по крайней мере два десятилетия.
Де Форест получил патент на свою раннюю двухэлектродную версию Audion 13 ноября 1906 года (патент США 841,386), а «триодная» (трехэлектродная) версия была запатентована в 1908 году (патент США 879,532). Де Форест продолжал утверждать, что он разработал аудион независимо от более ранних исследований Джона Эмброуза Флеминга термоэлектронных клапанов (за которые Флеминг получил британский патент 24850 и патент США 803 684), и Де Форест оказался втянут во многие патентные споры, связанные с радио. Он всегда называл вакуумные триоды, разработанные другими исследователями, «осциллаудионами», хотя нет никаких свидетельств того, что он внёс какой-либо значительный вклад в их разработку. Правда, после изобретения вакуумного триода в 1913 году Де Форест продолжал конструировать различные типы передающих и приёмных устройств. Однако, хотя он обычно описывал эти устройства как использующие «аудионы», на самом деле они использовали высоковакуумные триоды, используя схему, очень похожую на схему, разработанную другими экспериментаторами.
В 1914 году студент Колумбийского университета Эдвин Говард Армстронг работал с профессором Джоном Гарольдом Моркрофтом, чтобы документировать электрические принципы аудиона. Армстронг опубликовал свое объяснение аудиона в декабре 1914 года, дополненное схемами и графиками осциллографа. В марте и апреле 1915 года Армстронг выступил в Институте радиоинженеров в Нью-Йорке и Бостоне, представив свою статью «Некоторые последние разработки в области аудиоприемника», которая была опубликована в сентябре. Сочетание этих двух работ было перепечатано в других журналах, таких как «Анналы Нью-Йоркской академии наук». Когда Армстронг и Де Форест позже столкнулись друг с другом в споре о патенте на регенеративный радиоприёмник, Армстронг убедительно доказал, что Де Форест до сих пор не понимает принципов его работы. Проблема заключалась в том, что оригинальные патенты Де Фореста указывали, что газ низкого давления внутри аудиона необходим для его работы (аудион — это сокращение «аудио-иона»), и на самом деле ранние аудионы имели серьёзные проблемы с надежностью из-за того, что этот газ адсорбировался металлическими электродами. Иногда аудионы работали очень хорошо, а иногда почти не работали.
Как и сам Де Форест, многочисленные исследователи пытались найти способы повысить надежность устройства путем стабилизации частичного вакуума. Большая часть исследований, приведших к созданию настоящих вакуумных ламп, была проведена Ирвингом Ленгмюром в исследовательских лабораториях General Electric (GE).

### Кенотрон и Плиотрон
Ленгмюр давно подозревал, что некоторые предполагаемые ограничения на работу различных электрических устройств низкого давления и вакуума могут быть вовсе не фундаментальными физическими ограничениями, а просто обусловлены загрязнением и примесями в процессе производства. Его первый успех состоял в демонстрации того, что лампы накаливания могли бы функционировать более эффективно и с более длительным сроком службы, если бы стеклянная колба была заполнена инертным газом низкого давления, а не полным вакуумом. Однако это срабатывало только в том случае, если используемый газ тщательно очищался от всех следов кислорода и водяного пара. Затем изобретатель применил тот же подход к изготовлению выпрямителя для недавно разработанных рентгеновских трубок «Кулидж». Опять же, вопреки широко распространенному мнению, что это возможно, благодаря тщательной чистоте и вниманию к деталям, он смог создать версии диода Флеминга, которые могли выпрямлять сотни тысяч вольт. Его выпрямители назывались «Кенотронами» от греческого keno (пустой, ничего не содержащий, как в вакууме) и tron (прибор). Затем он обратил свое внимание на лампу аудион, снова подозревая, что ее печально известное непредсказуемое поведение может быть отрегулировано в процессе производства. Однако учёный выбрал несколько неортодоксальный подход. Вместо того чтобы пытаться стабилизировать частичный вакуум, он задался вопросом, можно ли заставить аудион функционировать с полным вакуумом, как кенотрон, поскольку его было легче стабилизировать.
Вскоре Ленгмюр понял, что его «вакуумный» аудион имеет заметно отличающиеся характеристики от версии Де Фореста и на самом деле является совершенно другим устройством, способным к линейному усилению и на гораздо более высоких частотах. Чтобы отличить свое устройство от аудиона, он назвал его «плиотрон», от греческого plio (больше — в этом смысле означает усиление, больше сигнала выходит, чем входит). По существу, он называл все свои конструкции вакуумных ламп кенотронами, причем плиотрон в основном был специализированным типом кенотрона. Однако, поскольку плиотрон и кенотрон были зарегистрированными торговыми марками, технические авторы, как правило, использовали более общий термин «вакуумная трубка». К середине 1920-х годов термин «кенотрон» стал относиться исключительно к вакуумным ламповым выпрямителям, в то время как термин «плиотрон» вышел из употребления.

## Применение на практике
Де Форест продолжал производить и поставлять аудионы для ВМС США для обслуживания существующего оборудования до начала 1920-х годов, но в других местах они считались сильно устаревшими к тому времени. Именно вакуумный триод сделал практические радиопередачи реальностью. До появления аудиона радиоприемники использовали различные детекторы, включая когереры, барреттеры и кристаллические детекторы. Самый популярный кристаллический детектор состоял из небольшого кусочка кристалла галенита, которого касалась тонкая проволока, обычно его называли «детектором кошачьих усов». Они были очень ненадежны, требовали частых регулировок и не давали никакого усиления. Такие системы обычно требовали, чтобы пользователь слушал сигнал через наушники, иногда на очень низкой громкости, так как почти вся энергия, доступная для работы наушников, поступала от антенны. Для дальней связи обычно требовались огромные антенны, и в передатчик подавалось огромное количество электроэнергии.
Аудион был значительным улучшением по сравнению с ними, но оригинальные устройства не могли обеспечить никакого последующего усиления обнаруженного сигнала. Более поздние вакуумные триоды позволяли усилить сигнал до любого желаемого уровня, обычно подавая усиленный сигнал с выхода одного триода на сетку следующего, что в конечном итоге обеспечивало более чем достаточную мощность для использования полноразмерного динамика. Кроме того, они смогли усилить поступающие радиосигналы до процесса обнаружения, что сделало его работу намного более эффективной.
Электронные лампы также использовались для создания превосходных радиопередатчиков. Сочетание гораздо более эффективных передатчиков и гораздо более чувствительных приемников произвело революцию в радиосвязи во время Первой мировой войны. К концу 1920-х годов такие «ламповые радиоприемники» стали неотъемлемой частью большинства домашних хозяйств западного мира и оставались таковыми ещё долгое время после появления транзисторных радиоприемников в середине 1950-х годов.
В современной электронике электронная лампа была в значительной степени вытеснена твердотельными устройствами, такими как транзистор, изобретенный в 1947 году и реализованный в интегральных схемах в 1959 году, хотя электронные лампы остаются и по сей день в таких устройствах, как мощные передатчики, гитарные усилители и другое высокачественное аудиооборудование.